# Tokita Masanori
Tokita Masanori (24 tháng 6 năm 1925 - 5 tháng 3 năm 2004) là một cầu thủ bóng đá người Nhật Bản.

## Đội tuyển bóng đá quốc gia Nhật Bản
Tokita Masanori thi đấu cho ĐTQG Nhật từ năm 1951 đến 1959.

## Thống kê sự nghiệp
| Đội tuyển bóng đá Nhật Bản | Đội tuyển bóng đá Nhật Bản | Đội tuyển bóng đá Nhật Bản |
| Năm                        | Trận                       | Bàn                        |
| -------------------------- | -------------------------- | -------------------------- |
| 1951                       | 3                          | 1                          |
| 1952                       | 0                          | 0                          |
| 1953                       | 0                          | 0                          |
| 1954                       | 3                          | 1                          |
| 1955                       | 1                          | 0                          |
| 1956                       | 2                          | 0                          |
| 1957                       | 0                          | 0                          |
| 1958                       | 0                          | 0                          |
| 1959                       | 3                          | 0                          |
| Tổng cộng                  | 12                         | 2                          |